# Serge Ivanoff
Sergueï Petrovitch Ivanoff (Moscú, 25 de diciembre de 1893-París, 8 de febrero de 1983) fue un pintor ruso nacionalizado francés.

## Biografía
La revolución de 1917 le obligó a abandonar la capital y a instalarse junto con su familia en la ciudad cosmopolita de Leningrado.
A los 24 años fue admitido en la Facultad de Bellas Artes en donde perfeccionaría su arte bajo la tutela del Maestro Braz, conservador del Museo del Hermitage.

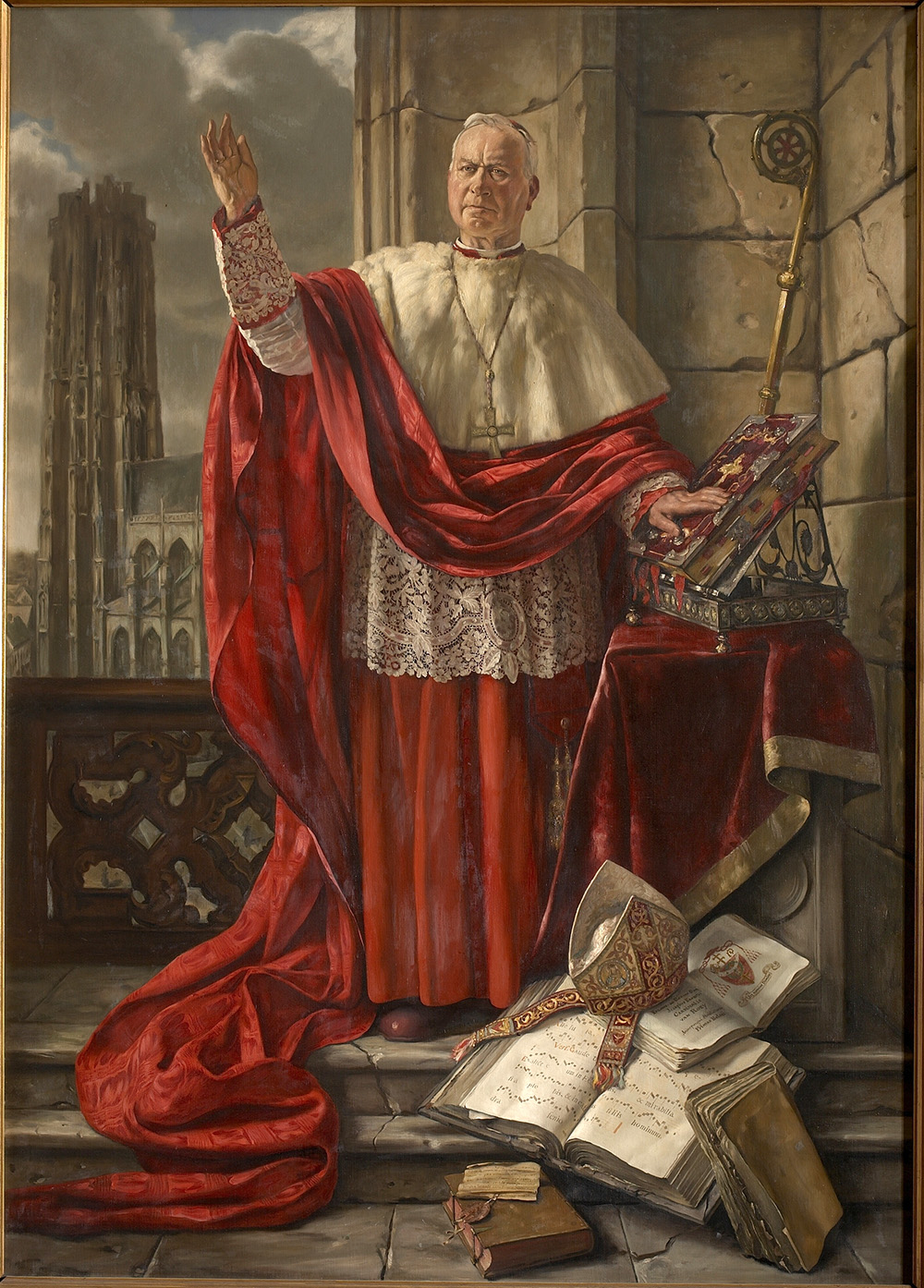
Retrato del cardenal Van Roey por Serge Ivanoff, 1944

Realizó así numerosos retratos de eclesiásticos como el papa Pío XI (1937), mgr Harcouët, obispo de Chartres (1943), el cardenal Van Roey, primado de Bélgica (1944) y el cardenal Don Jaime de Barros Cámara, de Río de Janeiro (1947); y personalidades del mundo del espectáculo como Yvette Chauviré, Serge Peretti, Serge Lifar, Solange Schwartz, Lycette Darsonval, Suzanne Lorcia y su hija Marianne, los bailarines estrella de la Ópera de París, Arthur Honegger, Edwige Feuillère, así como el inolvidable creador de los decorados de la “Petrouschka” Alexandre Benois, cuyo retrato está expuesto en la museo de Arte Ruso de San Petersburgo; así como de la política, como Jefferson Caffery, embajador de los Estados Unidos en Francia, la esposa de Ensworth Bunker, embajador de los EE. UU. en Italia, la princesa Vassili, Vladimiro Kirílovich de Rusia, último representante de la dinastía de los Romanov, y Eleanor Roosevelt (1950), a la que retrató para un reportaje de la ONU.